# Veredicto (programa de televisión colombiano)
Veredicto fue un programa de la televisión colombiana emitido por la programadora NTC Televisión.
Se caracteriza por ser un programa similar a Caso cerrado de Telemundo, pero con un contexto de debate de opinión en la cual se tratan temáticas de actualidad económica, política y cultural, en donde se enfrentan un fiscal y un defensor de un determinado tema. La sentencia se da mediante votación de los televidentes por Internet.
Fue emitido inicialmente desde agosto de 2008 por Canal Capital los domingos a las 21:00 horas, con la presentación de Néstor Morales. Luego de un receso, regresó en febrero de 2013, al Canal Uno, los lunes las 10:15 p. m., bajo la conducción de Silvia Corzo. Desde enero de 2015, es presentado por Claudia Cano., se dejó de emitir el 24 de abril de 2017 debido a la nueva programación del Canal Uno a cargo de la sociedad Plural Comunicaciones S.A.S. a partir del 1 de mayo.